# Pętla nefronu

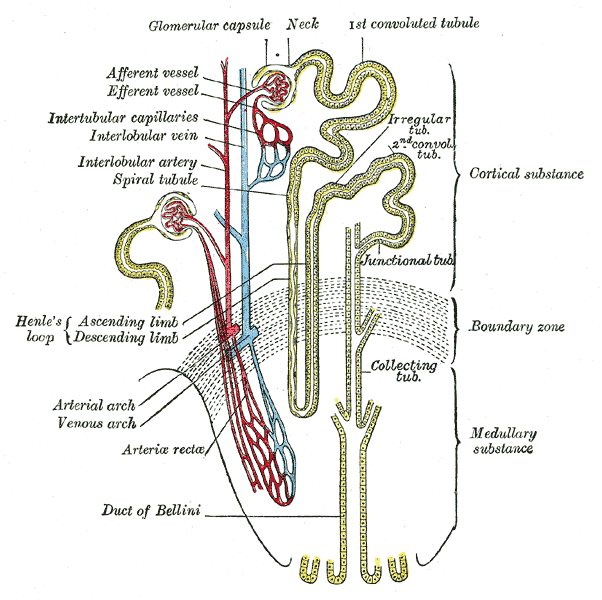
Budowa nefronu

Pętla nefronu (łac. ansa nephroni), pętla Henlego (łac. ansa Henle) – część kanalika nerkowego znajdująca się między częścią krętą kanalika proksymalnego a częścią krętą kanalika dystalnego, wyścielona nabłonkiem jednowarstwowym sześciennym i jednowarstwowym płaskim. Odpowiada za zagęszczanie moczu. Mechanizm ten jest nazywany wzmacniaczem przeciwprądowym. Znajduje się w rdzeniu nerkowym, razem z częścią prostą kanalika proksymalnego oraz kanalikami zbiorczymi. Szczególnie głęboko w rdzeń penetrują pętle nefronów przyrdzeniowych (stanowiących około 20% wszystkich nefronów).
Pętla nefronu składa się z dwóch ramion:
- zstępującego – przepuszczalnego dla wody, nieprzepuszczalnego dla rozpuszczonych w niej substancji
- wstępującego (cienkiego i grubego) – nieprzepuszczalnego dla wody; odbywa się w nim czynna resorpcja jonów sodowych i chlorkowych do płynu śródmiąższowego.

W pętli absorbowane jest około 25% jonów sodowych, chlorkowych, potasowych, wapniowych i wodorowęglanowych oraz 15% wody.
Nazwa eponimiczna upamiętnia niemieckiego anatoma i patologa Jakoba Henlego.